# Roumégoux (Cantal)
Roumégoux é uma comuna francesa na região administrativa de Auvérnia-Ródano-Alpes, no departamento de Cantal. Estende-se por uma área de 13,13 km². Em 2010 a comuna tinha 321 habitantes (densidade: 24,4 hab./km²).